# Destination Tokyo
Pour plus de détails, voir Fiche technique et Distribution.
Destination Tokyo (id.) est un film américain en noir et blanc réalisé par Delmer Daves, sorti en 1943.

## Synopsis
Durant la Seconde Guerre Mondiale, le sous-marin américain U.S.S. Copperfin est envoyé secrètement dans la baie de Tokyo afin d'obtenir des informations en vue de préparer le bombardement de Tokyo.

## Fiche technique
- Titre : Destination Tokyo
- Réalisation : Delmer Daves
- Scénario : Delmer Daves et Albert Maltz, d'après le roman éponyme de Steve Fisher
- Direction artistique : Leo K. Kuter (en)
- Décors : Walter F. Tilford
- Musique : Franz Waxman
- Son : Robert B. Lee
- Photographie : Bert Glennon
- Montage : Christian Nyby
- Producteur : Jack L. Warner (Producteur délégué) et Jerry Wald (Producteur)
- Société de production et de distribution : Warner Bros.
- Pays de production :  États-Unis
- Langue originale : anglais américain et japonais
- Format : noir et blanc — 35 mm — 1,37:1 — son : mono (RCA Sound System)
- Genre : guerre, histoire,
- Durée : 135 minutes
- Dates de sortie :
  - États-Unis : 31 décembre 1943
  - France : 3 août 1945

## Distribution
- Cary Grant : le capitaine Cassidy
- John Garfield : Wolf
- Alan Hale : "Cookie" Wainwright
- John Ridgely : l'officier de réserve Raymond
- Dane Clark : Tin Can
- Warner Anderson : Andy, un officier
- William Prince : Pills, l'infirmier
- Robert Hutton : Tommy Adams ('The Kid')
- Tom Tully : Mike Conners
- Faye Emerson : Mme Cassidy
- Peter Whitney : Dakota
- Warren Douglas (en) : Larry, un officier
- John Forsythe : Sparks, l'opérateur radio
- Bill Kennedy : l'officier torpilleur
- John Alvin : l'opérateur sonar

## Autour du film
- Le film a été tourné dans la région de Portuguese Bend (en), près de Los Angeles, du 21 juin 1943 au 4 septembre 1943[1].

- Dans le film Opération dans le Pacifique  de 1951, un extrait de Destination Tokyo est projeté dans le sous-marin.